# Conflicte territorial a la mar de la Xina meridional

Mapa de les reivindicacions a la mar de la Xina meridional

Es coneix amb el nom de conflicte territorial a la mar de la Xina meridional la reivindicació d'illots i arxipèlags per part de la República Popular de la Xina, la República de la Xina, el Vietnam, les Filipines, Malàisia i Brunei, a la mar de la Xina meridional, també anomenada d'altres maneres segons el punt de vista que s'agafi.
Aquests illots i arxipèlags estan inhabitats, malgrat la presència de bases militars que, d'altra banda, juntament amb el comerç, són l'eix central del conflicte en qüestió.

## Exposició del conflicte
La Xina reivindica la línia que als anys quaranta va delimitar l'antic govern nacionalista xinès i que tots els països veïns contesten. Dins aquesta línia, hi ha les illes Paracel però sobretot les illes Spratly, la majoria rocams que avui són a mans de diversos països, amb enfrontaments militars. La importància d'aquesta reivindicació és que si fos acceptada internacionalment convertiria la mar de la Xina meridional en aigües territorials xineses, i no pas internacionals com ho són ara. I això permetria a la Xina de controlar-hi la navegació dels vaixells. Això implicaria tenir el control sobre la meitat de les mercaderies que es mouen al món.
Els altres estats de la zona són completament contraris a aquesta reivindicació, que fins al 17 de febrer del 2016 era estrictament diplomàtica. Per exemple, la zona que reivindica la Xina toca amb l'empresa per Singapur en el seu tarannà comercial. La Xina, en concret, hi manté seixanta-un conflictes oberts amb els estats veïns. És important de remarcar que n'hi ha uns quants amb els Estats Units, per uns illots que hi tenen, perquè això pot determinar la gravetat del conflicte. Els nord-americans s'han atorgat el paper de defensar la lliure circulació de vaixells per la zona.
La meitat del trànsit comercial mundial passa per aquest corredor, com també la major part del petroli que consumeixen els països asiàtics. Si la Xina convertís aquesta mar en aigües internes, en comptes d'aigües internacionals com són ara, el seu poder sobre el comerç de tot el món esdevindria immens. Finalment, cal posar en relleu l'enorme dificultat que signifiquen les illes Spratly. Les illes Paracel, al nord, se les disputen uns quants països, sobretot el Vietnam, la Xina i Taiwan, però la presència militar xinesa és indiscutible. No passa pas això mateix a les Spratly, tanmateix, on un munt de països –Vietnam, la Xina, Taiwan, les Filipines, Malàisia i Brunei– controlen les illes, illots i rocams, i fan que la situació sigui encara molt més complicada i volàtil en termes militars.

## Esdeveniments recents
El dimarts 12 de juliol del 2016, segons que informa la premsa, el Tribunal de l'Haia va dictaminar que no hi havia "base legal" quant als reclams de la Xina en la disputa el control de l'àrea que la Xina creu tenir dret sobre la mar meridional de la Xina, després d'una reclamació interposada al 2013 per part de les Filipines sobre la disputa de l'escull Scarborouh Shoal, que la Xina ubica dins del seu espai aquàtic. La sentència dona raó a les Filipines i, segons relatava el diari Ara, "adverteix la Xina que està interferint amb els drets de pesca de Manila a l'escull Scarborough Shoal, generant seriosos riscs de col·lisió amb els vaixells del seu veí".
No obstant això, el govern xinès va respondre rebutjant la sentència i que no reconeixia la legitimitat del tribunal perquè no té en compte elements històrics. Segons informava el diari Ara, la premsa local retreia una campanya dels EUA contra l'emergència de la Xina. Les Filipines, però, van reaccionar reclamant a la Xina "contenció" quant a les seves accions a la mar de la Xina, mentre que el Japó va advertir el govern xinès que el tribunal és "vinculant" i la sentència "definitiva".